# Eintracht Bad Kreuznach
Die Sportgemeinde Eintracht e. V. 1902 Bad Kreuznach (kurz: Eintracht Bad Kreuznach, oft auch Eintracht Kreuznach) ist ein Fußballverein aus der rheinland-pfälzischen Stadt Bad Kreuznach.

## Geschichte
Die frühe Geschichte der Eintracht ist durch etliche Fusionen bestimmt, aus deren letzter am 19. August 1932 der heutige Verein entstand.

### Stammbaum
Der älteste nachgewiesene Vorgängerverein der heutigen Eintracht ist der FC Kreuznach 02, der am 18. Juni 1902 gegründet wurde. 1907 vereinigte sich der FC 02 mit dem SC 1906 Kreuznach zum 1. FC 02 Kreuznach, der ab 1919 mit Unterbrechungen in der Bezirksliga Hessen belegt ist.
Die lokale Konkurrenz des FC war der 1907 gegründete SC Nahetal Kreuznach, der 1909 zunächst mit dem FC Preußen Kreuznach zum SC Viktoria Kreuznach fusionierte und sich nach den Anschlüssen der Kreuznacher Vereine Britannia 08, Hermannia 08 (jeweils 1909), FC Germania 07 (1910) im Jahr 1911 mit dem FC Sportlust Kreuznach zum Kreuznacher FV 07 vereinigte. Der Fußballsport-Verein 07 ging am 18. August 1919 aus der Fusion zwischen dem Kreuznacher Fußball-Verein 07 und dem Sportverein 08 hervor. Der FSV ist erstmals 1921 in der Kreisliga Hessen nachgewiesen.
Am 19. August 1932 vereinigten sich der 1. FC 02 und der FSV 07 zur SG Eintracht Kreuznach, die sich später zu SG Eintracht 02 Bad Kreuznach umbenannte.

## Sportlicher Werdegang
Im überregionalen Fußball trat die Eintracht erstmals 1938 auf, als sie wie 1939 in der Aufstiegsrunde zur Gauliga Mittelrhein scheiterte. Nach der dritten Meisterschaft in der Bezirksliga Mittelrhein profitierten die Kreuznacher 1941 von der Annexion Luxemburgs und der daraus resultierenden Aufspaltung des Sportbereichs Mittelrhein in die Sportbereiche Köln-Aachen und Moselland. Der Verein qualifizierte sich trotz des zweiten Platzes in der Aufstiegsrunde für die Gauliga Moselland, wurde sofort Meister der Gruppe Ost, scheiterte aber in den Finalspielen um die Gaumeisterschaft am Meister der Weststaffeln, dem FV Stadt Düdelingen (ursprünglich CS le Stade Dudelange). Im Hinspiel (0:3) mussten die Kreuznacher auf etliche wichtige Spieler verzichten. Bevor das Gau Moselland 1944 den Spielbetrieb kriegsbedingt einstellte, erreichte die Eintracht zweimal den zweiten Platz.
Nach dem Krieg trat die Eintracht zunächst zweitklassig an, ehe sie 1950 den Aufstieg in die Oberliga schaffte. Der vom 1. FC Schweinfurt 05 zur Mannschaft gestoßene Bruno Toffel wurde dabei mit 18 Toren in der Spielzeit 1949/50 der Landesliga Rheinhessen Torschützenkönig und war damit maßgeblich an der Meisterschaft und dem Einzug in die Aufstiegsrunde beteiligt, blieb aber beim 5:1-Sieg dort im notwendig gewordenen Entscheidungsspiel um den Aufstieg über die Sportfreunde Herdorf ohne Torerfolg. 1952 stiegen die Kreuznacher ab, 1954 wieder auf. Bis zum erneuten Abstieg in der letzten Oberligasaison 1962/63 landete die Mannschaft fast immer in der unteren Tabellenhälfte.
Ab 1963 fehlten die Kreuznacher lange im höherklassigen Südwestfußball. 1967 stiegen sie sogar aus der Amateurliga ab, in die sie erst 1971 zurückkehrten, diesmal mit großem Erfolg: In den ersten beiden Jahren wurde die Eintracht jeweils Meister der Amateurliga, im zweiten Versuch stieg sie 1973 in die Regionalliga Südwest auf, die jedoch ein Jahr später aufgrund der Einführung der 2. Bundesliga abgeschafft wurde. Kreuznach war Siebter, musste aber dennoch zurück in die Amateurliga. Dort wurde die Mannschaft erneut Meister und stieg 1975 mit vier Siegen in der Aufstiegsrunde in die 2. Bundesliga auf. Nach einem ordentlichen Start verloren die Kreuznacher von November 1975 bis Anfang Mai des Folgejahres 15 von 17 aufeinanderfolgenden Spielen, so dass sie den Profifußball nach einem Jahr wieder verlassen mussten. Kurios war, dass in dieser Saison in drei der gewonnenen Spiele jeweils sechs eigene Tore geschossen wurden: 6:4 gegen Waldhof Mannheim, 6:1 gegen den SSV Reutlingen und 6:3 am letzten Spieltag gegen FK Pirmasens, vor dann nur noch 400 Zuschauern.
In den verbleibenden beiden Amateurligajahren wurde die Eintracht zweimal Dritter mit jeweils mehr als 120 Saisontoren. In der 1978 gegründeten Amateur-Oberliga Südwest konnten sie mit den neu hinzugekommenen Spitzenvereinen aus dem Saarland- und Rheinland-Verband nicht mithalten, sanken in der Tabelle sukzessive immer weiter nach unten und stiegen schließlich 1988 aus der Amateur-Oberliga ab, zeitweise bis hinunter in die Bezirksliga Nahe. Erst 2000 gelang die Rückkehr in die mittlerweile nur noch viertklassige Oberliga Südwest.
In den vergangenen Jahren machte der Bad Kreuznacher Hotelier Gojko Lončar die Eintracht als Vereinspräsident zu einem der finanzkräftigsten Klubs im südwestdeutschen Amateurfußball, sorgte aber als Fachfremder gelegentlich für sehr unglückliche Personalentscheidungen. Mittlerweile gab Lončar das Präsidentenamt an Dr. Fred Weber ab, bis zum Ende der Saison 2006/07 hat er allerdings noch finanzielle Unterstützung garantiert. In der Saison 2006/07 sicherte man sich knapp den Klassenerhalt. Für die Saison 2007/08 wurde die Eintracht-Legende Thomas „TJ“ Jung als neuer Teamchef vorgestellt. Er trat, gemeinsam mit Peter Weiß, der die notwendigen Lizenzen vorweisen konnte, die Nachfolge von Karl-Heinz Halter an.
Am Anfang des Jahres 2008 kamen bei der Eintracht finanzielle Probleme ans Tageslicht. Die Insolvenz konnte nur abgewendet werden, weil etliche (Stamm)spieler sowie Trainer Peter Weiß den Verein zur Winterpause verlassen durften. Der Kader der Ersten Mannschaft wurde zum Großteil mit Jugendspielern aufgefüllt. Zudem verkündete Teamchef Jung seine Rückkehr auf den Fußballplatz.
Wie erwartet musste man in der Saison 2007/08 den Abstieg in die zur kommenden Saison sechstklassige Verbandsliga hinnehmen. Auch wenn man einige Gegner ärgern konnte, reichten die Leistungen nicht aus, um den Klassenerhalt zu sichern. Thomas Jung verließ daraufhin den Verein, ebenso wie Präsident Freb Weber sowie Vizepräsident Gerold Mohr. Als Spielertrainer übernahm Patrick Krick die Verantwortung.
Auch in der neuen Spielklasse ging die sportliche Schussfahrt jedoch weiter: Patrick Krick legte nach nur drei Spieltagen (drei Niederlagen) sein Amt als Spielertrainer nieder. Mit ihm verließen vier weitere Stammkräfte den Verein. Neuer Trainer, der nur noch über einen unerfahrenen und arg dezimierten Kader verfügt, wurde Gerd Menne.
In der gleichen Saison (2008/09) kam es noch zu weiteren Umstrukturierungen bei der Eintracht, nachdem der Aufsichtsrat des Vereins beschlossen hatte, in Bert Haag (Präsident), Werner Gink (Sportdirektor) und Stefan Seidel (Trainer) ein externes Trio mit entsprechenden Kompetenzen auszustatten. Die drei ehemaligen Funktionäre der Spvgg. Ingelheim (Haag, Seidel) und des SV Alemannia Waldalgesheim (Gink) hatten zuvor mehrfach betont, bei der Eintracht zum Jahr 2009/10 einsteigen zu wollen.
Die neue Führungsriege verpflichtete für den Rest der Saison 2008/09 sieben neue Spieler. Auch in der Verbandsliga erwies sich die Konkurrenz als zu stark, so dass die Eintracht bei nur drei Saisonsiegen und 105 Gegentoren in 30 Spielen nur den 16. und letzten Tabellenplatz erreichte. Obwohl somit sportlich in die Landesliga abgestiegen, durfte die Eintracht auch in der Saison 2009/10 in der Verbandsliga verbleiben, da zwei Vereine auf ihren Platz in dieser Spielklasse verzichteten.
Zur Saison 2009/10 verpflichtete die Eintracht erneut einige vermeintliche Leistungsträger, doch nach sechs Niederlagen aus den ersten sieben Spielen fand sich das Team erneut im Tabellenkeller wieder, sodass Trainer Stefan Seidel die Eintracht verließ. Auch Sportdirektor Werner Gink gab sein Amt nur wenige Wochen später auf, nachdem er noch den Ex-Spieler Tino Häuser als Seidel-Nachfolger auf der Trainerbank verpflichtet hatte. Nur Präsident Bert Haag blieb der Eintracht erhalten.
Tino Häuser schien das Team zunächst auf Kurs bringen zu können und erreichte bis zum Jahreswechsel 2009/10 auch drei Siege, doch nach vier Pleiten zum Auftakt des Jahres 2010 wurde auch er am 21. März 2010 entlassen. Als Interimscoach stand anschließend Eintracht-Legende Jürgen Wilhelm an der Linie, der die bisher einzige Zweitliga-Saison des Vereins 1975/76 als Spieler erlebt hatte. Auch er konnte den Abstieg der Nahestädter nicht verhindern. Als erneut Tabellenletzter der Verbandsliga stiegen die Kreuznacher in die siebtklassige Landesliga West ab.
Zur Saison 2010/11 übernahm Lulzim Krasniqi bei der Eintracht das Traineramt. Bert Haag wurde in der Vorbereitung auf die Saison in der Landesliga vom Aufsichtsrat einstimmig als Präsident abgesetzt.
Am 18. Oktober 2010 beschloss der Verein auf seiner Aufsichtsratssitzung, dass er Insolvenz anmelden werde. Der Spielbetrieb in der Landesliga solle aber bis zum Ende der Saison fortgeführt werden. In diesem Zusammenhang gab Krasniqi sein Traineramt wieder auf, unter anderem auch, weil seinen Spielern vor der Saison finanzielle Zusagen gemacht worden waren, die letztlich nicht eingehalten wurden. Besagte Spieler weigerten sich aus diesem Grund, einige Begegnungen unter dem neuen Trainer Ercan Ürün, der mittlerweile aus dem Kader der zweiten Mannschaft aufgerückt war, zu bestreiten, weshalb es für das erneut in Abstiegsnot geratene Team einige hohe Niederlagen setzte. Erst gegen Ende des Jahres konnte die Eintracht wieder ein einigermaßen konkurrenzfähiges Team präsentieren, was an der Rückkehr der vormals streikenden Akteure lag. Am Ende der Saison 2010/11 belegte die Mannschaft den 15. und vorletzten Tabellenplatz und wäre somit, selbst wenn der Abstieg aufgrund der Insolvenz nicht bereits ohnehin festgestanden hätte, auch sportlich in die achtklassige Bezirksliga Nahe abgestiegen.
Am letzten Spieltag der Saison 2011/12 sicherte sich die Eintracht die Meisterschaft der Bezirksliga Nahe und stieg somit direkt wieder in die Landesliga auf. Im Jahr darauf folgte jedoch der sofortige Wiederabstieg in die Bezirksliga. Dort belegte der Verein in der Spielzeit 2013/14 den 3. Platz in der Abschlusstabelle. In der Spielzeit 2014/15 sicherte sich die Eintracht bereits am vorletzten Spieltag die Meisterschaft und stieg damit erneut in die Landesliga auf.
In der Saison 2015/16 konnte Eintracht Bad Kreuznach den zweiten Platz der Abschlusstabelle in der Landesliga erreichen, der zur Teilnahme an den Aufstiegsspielen zur Verbandsliga Südwest berechtigt. Gegen den zweitplatzierten der Landesliga Ost-Staffel, die zweite Mannschaft des VfR Wormatia Worms, erreichte man im dritten und entscheidenden Spiel in Guntersblum einen Sieg und spielt damit erstmals seit 2010 wieder in der sechstklassigen Verbandsliga.
Nach dem 23. Spieltag der Verbandsliga-Saison 2016/17 legte Thomas Wunderlich überraschend das Amt als Trainer der ersten Mannschaft nieder, sodass sein Trainerkollege Patrick Krick für den Rest der Spielzeit alleine diesen Posten bekleidete. In der Abschlusstabelle der Verbandsliga Südwest belegte die Eintracht in dieser Saison den 11. Platz. Nach einem zwischenzeitlichen Abstieg 2022 kehrte die Mannschaft 2023 als Meister der Landesliga West wieder in die Verbandsliga zurück.

## Ligenverlauf
| Saison    | Ligenniveau | Liga                           | Platz | Tore   | Punkte |
| --------- | ----------- | ------------------------------ | ----- | ------ | ------ |
| 1950/51   | 1           | Oberliga Südwest               | 11.   | 33:58  | 14-38  |
| 1951/52   | 1           | Oberliga Südwest               | 15.   | 45:85  | 19-41  |
| 1952/53   | 2           | 2. Oberliga Südwest            | 5.    | 88:58  | 35-25  |
| 1953/54   | 2           | 2. Oberliga Südwest            | 2.    | 66:41  | 38-22  |
| 1954/55   | 1           | Oberliga Südwest               | 13.   | 43:75  | 21-39  |
| 1955/56   | 1           | Oberliga Südwest               | 8.    | 59:75  | 32-28  |
| 1956/57   | 1           | Oberliga Südwest               | 11.   | 44:54  | 27-33  |
| 1957/58   | 1           | Oberliga Südwest               | 7.    | 67:54  | 31-29  |
| 1958/59   | 1           | Oberliga Südwest               | 10.   | 43:75  | 25-35  |
| 1959/60   | 1           | Oberliga Südwest               | 13.   | 36:58  | 24-36  |
| 1960/61   | 1           | Oberliga Südwest               | 12.   | 42:53  | 26-34  |
| 1961/62   | 1           | Oberliga Südwest               | 13.   | 33:59  | 24-36  |
| 1962/63   | 1           | Oberliga Südwest               | 15.   | 35:56  | 19-41  |
| 1963/64   | 3           | Amateurliga Südwest            | 1.    | 85:39  | 50-22  |
| 1964/65   | 3           | Amateurliga Südwest            | 5.    | 53:57  | 37-31  |
| 1965/66   | 3           | Amateurliga Südwest            | 10.   | 49:47  | 36-32  |
| 1966/67   | 3           | Amateurliga Südwest            | 18.   | 44:91  | 17-51  |
| 1967/68   | 4           | 2. Amateurliga Nahe            | 3.    | 69:32  | 38-22  |
| 1968/69   | 4           | 2. Amateurliga Nahe            | 1.    | 80:33  | 45-15  |
| 1969/70   | 4           | 2. Amateurliga Nahe            | 3.    | 77:32  | 41-19  |
| 1970/71   | 4           | 2. Amateurliga Nahe            | 1.    | 90:32  | 46-14  |
| 1971/72   | 3           | Amateurliga Südwest            | 1.    | 65:26  | 47-13  |
| 1972/73   | 3           | Amateurliga Südwest            | 1.    | 88:26  | 46-14  |
| 1973/74   | 2           | Regionalliga Südwest           | 7.    | 55:36  | 33-27  |
| 1974/75   | 3           | Amateurliga Südwest            | 1.    | 130:33 | 63- 9  |
| 1975/76   | 2           | 2. Bundesliga Süd              | 19.   | 49:83  | 23-53  |
| 1976/77   | 3           | Amateurliga Südwest            | 3.    | 122:30 | 57-15  |
| 1977/78   | 3           | Amateurliga Südwest            | 3.    | 123:31 | 62-14  |
| 1978/79   | 3           | Oberliga Südwest               | 7.    | 73:49  | 41-27  |
| 1979/80   | 3           | Oberliga Südwest               | 11.   | 67:57  | 32-36  |
| 1980/81   | 3           | Oberliga Südwest               | 5.    | 70:52  | 42-26  |
| 1981/82   | 3           | Oberliga Südwest               | 7.    | 64:50  | 47-33  |
| 1982/83   | 3           | Oberliga Südwest               | 7.    | 76:62  | 42-34  |
| 1983/84   | 3           | Oberliga Südwest               | 14.   | 43:64  | 23-45  |
| 1984/85   | 3           | Oberliga Südwest               | 9.    | 68:63  | 35-33  |
| 1985/86   | 3           | Oberliga Südwest               | 13.   | 47:61  | 31:37  |
| 1986/87   | 3           | Oberliga Südwest               | 11.   | 39:63  | 31-37  |
| 1987/88   | 3           | Oberliga Südwest               | 17.   | 32:81  | 16-52  |
| 1988/89   | 4           | Verbandsliga Südwest           | 5.    | 54:42  | 41-27  |
| 1989/90   | 4           | Verbandsliga Südwest           | 9.    | 49:54  | 26-34  |
| 1990/91   | 4           | Verbandsliga Südwest           | 8.    | 48:40  | 33-27  |
| 1991/92   | 4           | Verbandsliga Südwest           | 9.    | 35:40  | 25-35  |
| 1992/93   | 4           | Verbandsliga Südwest           | 14.   | 32:55  | 20-40  |
| 1993/94   | 5           | Landesliga Südwest West        | 11.   | 41:44  | 26:34  |
| 1994/95   | 6           | Landesliga Südwest West        | 15.   | 45:59  | 21-39  |
| 1995/96   | 7           | Bezirksliga Nahe               | 1.    | 91:14  | 75     |
| 1996/97   | 6           | Landesliga Südwest West        | 2.    | 75:27  | 69     |
| 1997/98   | 5           | Verbandsliga Südwest           | 9.    | 49:49  | 36     |
| 1998/99   | 5           | Verbandsliga Südwest           | 7.    | 52:44  | 44     |
| 1999/2000 | 5           | Verbandsliga Südwest           | 1.    | 68:24  | 65     |
| 2000/01   | 4           | Oberliga Südwest               | 11.   | 49:54  | 57     |
| 2001/02   | 4           | Oberliga Südwest               | 16.   | 49:75  | 28     |
| 2002/03   | 4           | Oberliga Südwest               | 10.   | 38:46  | 49     |
| 2003/04   | 4           | Oberliga Südwest               | 6.    | 59:51  | 58     |
| 2004/05   | 4           | Oberliga Südwest               | 7.    | 70:60  | 55     |
| 2005/06   | 4           | Oberliga Südwest               | 7.    | 58:43  | 48     |
| 2006/07   | 4           | Oberliga Südwest               | 13.   | 34:51  | 36     |
| 2007/08   | 4           | Oberliga Südwest               | 17.   | 27:86  | 22     |
| 2008/09   | 6           | Verbandsliga Südwest           | 16.   | 38:105 | 12     |
| 2009/10   | 6           | Verbandsliga Südwest           | 16.   | 36:72  | 20     |
| 2010/11   | 7           | Landesliga Südwest West        | 16.   | 0:0    | 0 (1)  |
| 2011/12   | 8           | Bezirksliga Nahe               | 1.    | 85:26  | 66     |
| 2012/13   | 7           | Landesliga Südwest West        | 14.   | 46:62  | 35     |
| 2013/14   | 8           | Bezirksliga Nahe               | 3.    | 99:41  | 61     |
| 2014/15   | 8           | Bezirksliga Nahe               | 1.    | 119:16 | 76     |
| 2015/16   | 7           | Landesliga Südwest West        | 2.    | 81:34  | 66     |
| 2016/17   | 6           | Verbandsliga Südwest           | 11.   | 60:61  | 35     |
| 2017/18   | 6           | Verbandsliga Südwest           | 6.    | 82:60  | 52     |
| 2018/19   | 6           | Verbandsliga Südwest           | 9.    | 53:59  | 37     |
| 2019/20   | 6           | Verbandsliga Südwest           | 12.   | 26:54  | 16 (2) |
| 2020/21   | 6           | Verbandsliga Südwest, Gruppe 1 | 8.    | 7:12   | 6 (3)  |
| 2021/22   | 6           | Verbandsliga Südwest, Gruppe 1 | 6.    | 32:35  | 18 (4) |
| 2022/23   | 7           | Landesliga West                | 1.    | 96:39  | 70     |
| 2023/24   | 6           | Verbandsliga Südwest           | 7.    | 63:48  | 46     |
| 2024/25   | 6           | Verbandsliga Südwest           |       |        |        |

## Eintracht Bad Kreuznach im Pokal
1935 sowie vier Mal in den 1970ern qualifizierte sich Eintracht Bad Kreuznach für den DFB-Pokal. 1975, 1977 und 1978 erreichte der Verein die zweite Hauptrunde. 1975 war auch die zweite Mannschaft im Pokalwettbewerb vertreten.

## Trainer
- 1950–1961 Josef Rasselnberg
- 1971–1974 Gerd Menne
- 1975–1976 Herbert Wenz
- 1976 Erwin Türk
- 1978–1983 Gerd Menne
- 1984–1986 Klaus Johannes
- 1986 Herbert Dörenberg
- 1986–1987 Lothar Emmerich
- 1989–1991 Klaus Johannes
- 1994–1995 Lothar Buchmann
- 1995–1996 Jürgen Wilhelm
- 1997–1999 Ernst–Ludwig Karsch
- 1999–2001 Karl–Heinz Halter
- 2001–2003 Günter Nessel
- 2003–2004 Karl–Heinz Halter
- 2004 Stefan Hofmann
- 2004–2005 Sascha Nicolay
- 2005–2007 Karl–Heinz Halter
- 2007–2008 Thomas Jung
- 2008 Patrick Krick
- 2008 Gerd Menne
- 2008–2009 Stefan Seidel
- 2009–2010 Tino Häuser
- 2010 Jürgen Wilhelm
- 2010 Lulzim Krasniqi
- 2010–2011 Ercan Ürün
- 2011–2014 Patrick Krick
- 2014–2017 Thomas Wunderlich/Patrick Krick
- 2017–2019 Patrick Krick
- 2020 Thomas Schwarz
- 2021–2022 Murat Yasar
- seit 2022 Thorsten Effgen

## Eintracht Bad Kreuznach II
| Saison  | Ligenniveau | Liga                          | Platz |
| ------- | ----------- | ----------------------------- | ----- |
| 2007/08 | 9           | Kreisliga Nahe Ost            | 1.    |
| 2008/09 | 9           | Bezirksklasse Ost             | 12.   |
| 2009/10 | 9           | Bezirksklasse Ost             | 14.   |
| 2010/11 | 9           | Bezirksklasse Ost             | 16.   |
| 2011/12 | 10          | Kreisliga Bad Kreuznach Ost I | 15.   |
| 2012/13 | 10          | Kreisliga Bad Kreuznach Ost I | 9.    |
| 2013/14 | 10          | B-Klasse Bad Kreuznach Ost    | 9.    |
| 2014/15 | 10          | B-Klasse Bad Kreuznach Ost    | 2.    |
| 2015/16 | 9           | A-Klasse Bad Kreuznach        | 2.    |
| 2016/17 | 8           | Bezirksliga Nahe              | 3.    |
| 2017/18 | 8           | Bezirksliga Nahe              | 8.    |
| 2018/19 | 8           | Bezirksliga Nahe              | 2.    |
| 2019/20 | 8           | Bezirksliga Nahe              | 1.    |
| 2020/21 | 8           | Bezirksliga Untere Nahe       | 9.    |
| 2021/22 | 8           | Bezirksliga Untere Nahe       | 9.    |
| 2022/23 | 9           | A-Klasse Bad Kreuznach        | 6.    |

## Stadion
Bis 1965 spielte Eintracht Bad Kreuznach im Eintracht-Sportfeld Heidenmauer. Der Zuschauerrekord in diesem Stadion stammt vom ersten Spieltag der ersten Kreuznacher Oberliga-Saison. Je nach Quelle sahen 20.000, 23.000 oder 25.000 Zuschauer am 27. August 1950 die 2:4-Niederlage gegen den 1. FC Kaiserslautern.
Später zog die Eintracht in das am 11. Juni 1965 eröffnete Friedrich-Moebus-Stadion um. Das komplett unüberdachte Mehrzweckstadion war anfangs für 15.000, später für 20.000 Zuschauer, heute für 10.000 Zuschauer zugelassen.
2005 ersetzte die Stadt Bad Kreuznach anlässlich der bevorstehenden Weltmeisterschaft die alten Holzbänke auf der Tribüne durch moderne Sitzschalen, um sich – letztlich erfolglos – als Trainingsort für einen WM-Teilnehmer bewerben zu können.

## Bekannte Personen

### Bekannte Spieler
- Josef Rasselnberg (1937–1961) Spieler, Spielertrainer und Trainer
- Lothar Buchmann (1960–1963)
- Jürgen Wilhelm (1975–1976)
- Fabian Liesenfeld (1994–1997) Jugend
- Benjamin Kessel, Jugend
- Mathias Abel (1998–2000)
- Tuukka Salonen (2001–2002)
- Andreas Buck (2003–2004)

Kader der Zweitliga-Saison 1975/76:
 Horst Kirsch, Norbert Paul – Karl Alber, Reinhold Scherpp, Gerald Schoonewille, Karl-Heinz Volp, Erich Volz, Karl Wilhelm, Peter Zacher – Günther Brust, Michael Fasel, Jens Holste, Heiner Hufsky, Ernst-Ludwig Karsch, Rainer Kleinz, Horst Kolb, Manfred May, Jürgen Wilhelm – Hans-Joachim Andree, Werner Glaß, Max Reichenberger